# Horton Kirby and South Darenth
Horton Kirby and South Darenth – civil parish w Anglii, w Kent, w dystrykcie Sevenoaks. W 2011 civil parish liczyła 3492 mieszkańców.